# Neorromantismo (música)
O neo-romanticismo na música é um retorno (em qualquer um dos vários pontos dos séculos XIX ou XX) à expressão emocional associada ao Romantismo do século XIX.

## Definições
Neo-romanticismo, foi um termo que se originou na teoria literária no início do século 19 para distinguir tipos novos de romantismo em relação as manifestações anteriores. Na música, foi usado pela primeira vez por Richard Wagner em seu polêmico artigo " Oper und Drama " de 1851, como um termo depreciativo para o romantismo francês de Hector Berlioz e Giacomo Meyerbeer de 1830 em diante, que ele considerava uma forma degenerada do verdadeiro romantismo. A palavra passou a ser usada por historiadores para se referir à música a partir de 1850, e especificamente a obra de Wagner em particular. A designação "neo" foi usada para reconhecer o fato de que a música da segunda metade do século 19 permaneceu em um modo romântico em uma era não romântica, dominada pelo positivismo, quando a literatura e a pintura haviam mudado para o realismo e o impressionismo (Dahlhaus 1979, 98–99).

O neo-romantismo baseou-se na organização tonal de estruturas musicais em grande escala, usando a modulação harmônica para dramaturgia, em vez de para fins puramente construtivos ou formais.
No final do século XX, o termo Neo-romanticismo passou a sugerir uma música que imitava a alta saturação emocional da música de (por exemplo) Schumann [ Romantismo ], porém na década de 1920 significava uma espécie de emocionalismo moderado e modesto, em que o os gestos excessivos dos expressionistas foram condensados em algum resíduo sólido de sentimento estável. (Albright 2004, 278–80) 
Assim, na visão de Albright, o neo-romanticismo na década de 1920 não era um retorno ao romantismo, mas, ao contrário, uma moderação de um pós-romantismo superestimado.

## Compositores notáveis
Nesse sentido, Virgil Thomson se proclamou "o praticante mais facilmente rotulado [do Neo-Romantismo] na América" (Thomson 2002, 268)  :

## Origens
- Albright, Daniel. 2004. Modernism and Music: An Anthology of Sources. Chicago: University of Chicago Press. ISBN 0-226-01267-0.
- Barkan, Elliot Robert (ed.). 2001. Making It in America: A Sourcebook on Eminent Ethnic Americans. Santa Barbara: ABC-CLIO. ISBN 1-57607-098-0.
- Boone, Charles. 1983. "Presents from the Past: Modernism and Post-Modernism in Music". The Threepenny Review, no. 15 (Autumn): 29.
- Dahlhaus, Carl. 1979. "Neo-Romanticism". 19th-Century Music 3, no. 2 (November): 97–105.
- Hill, Brad, Richard Carlin, and Nadine Hubbs. 2005. Classical. American Popular Music. New York: Infobase Publishing. ISBN 9780816069767.
- Hoover, Kathleen, and John Cage. 1959. Virgil Thompson: His Life and Music. New York: Thomas Yoseloff.
- Pasler, Jann. 2001. “Neo-romantic". The New Grove Dictionary of Music and Musicians, second edition, edited by Stanley Sadie and John Tyrrell. London: Macmillan Publishers.
- Simmons, Walter. 2004. Voices in the Wilderness: Six American Neo-Romantic Composers. Lanham, MD: Scarecrow Press; Oxford: Oxford Publicity Partnership. ISBN 978-0-8108-4884-9 (hardcover) Paperback reprint 2006. ISBN 978-0-8108-5728-5.
- Thomson, Virgil. 2002. Virgil Thomson: A Reader: Selected Writings, 1924–1984, edited by Richard Kostelanetz. New York: Routledge. ISBN 0-415-93795-7.
- Watanabe, Ruth T., and James Perone. 2001. "Hanson, Howard." The New Grove Dictionary of Music and Musicians, second edition, edited by Stanley Sadie and John Tyrrell. London: Macmillan Publishers.